# Kleine vos
De kleine vos (Aglais urticae) is een vlinder uit de familie Nymphalidae (vossen, parelmoervlinders en weerschijnvlinders).
De soortaanduiding urticae is een verwijzing naar het geslacht Urtica, waartoe de waardplant van de vlinder, de grote brandnetel (Urtica dioica), behoort.

## Beschrijving
De kleine vos heeft een voorvleugellengte van 22 tot 25 millimeter. De basiskleur van de bovenkant van de vleugels is oranje. Langs de voorrand (costa) van de voorvleugel loopt een band van afwisselend gele en zwarte vlekken, die bij de vleugelpunt (apex) wordt afgesloten met een witte vlek. Ook in het middenveld bevindt zich nog een zwarte vlek geflankeerd door een gele vlek en twee zwarte stippen. De vleugelbasis van de achtervleugel is zwartbruin. Bij de voorrand van de vleugel loopt het oranje over in geel. Langs de vleugelranden loopt een rand met aan de binnenkant blauwe maanvormige vlekjes die zwartomrand zijn. De franje is geblokt. Zowel de voorvleugel als de achtervleugel heeft een uitstulpinkje.
De kleurstelling van de kleine vos is vermoedelijk een voorbeeld van aposematische kleuring, die predatoren afschrikt. Onderzoek met het voeren van kleine vossen aan de koolmees heeft laten zien dat deze terughoudend is in het eten van de kleine vos en deze terughoudendheid is groter bij gevleugelde dan ontvleugelde exemplaren.
De onderzijde van de achtervleugel is donkerbruin met een wittige, soms lichtoranje band. Op de voorvleugel zijn de vlekken langs de voorrand te herkennen en is de kleur ook wittig of soms lichtoranje met donkerbruin.
De kleine vos kan verward worden met de grote vos, die echter flink groter is. Op de voorvleugels van de grote vos ontbreken blauwe maantjes en in het midden van de voorvleugel zijn vier zwarte vlekjes te vinden, in plaats van drie bij de kleine vos. Daarbij moet worden opgemerkt dat de grote vos veel minder vaak wordt waargenomen, enerzijds door een meer verborgen leefwijze, anderzijds doordat hij zeldzamer is.

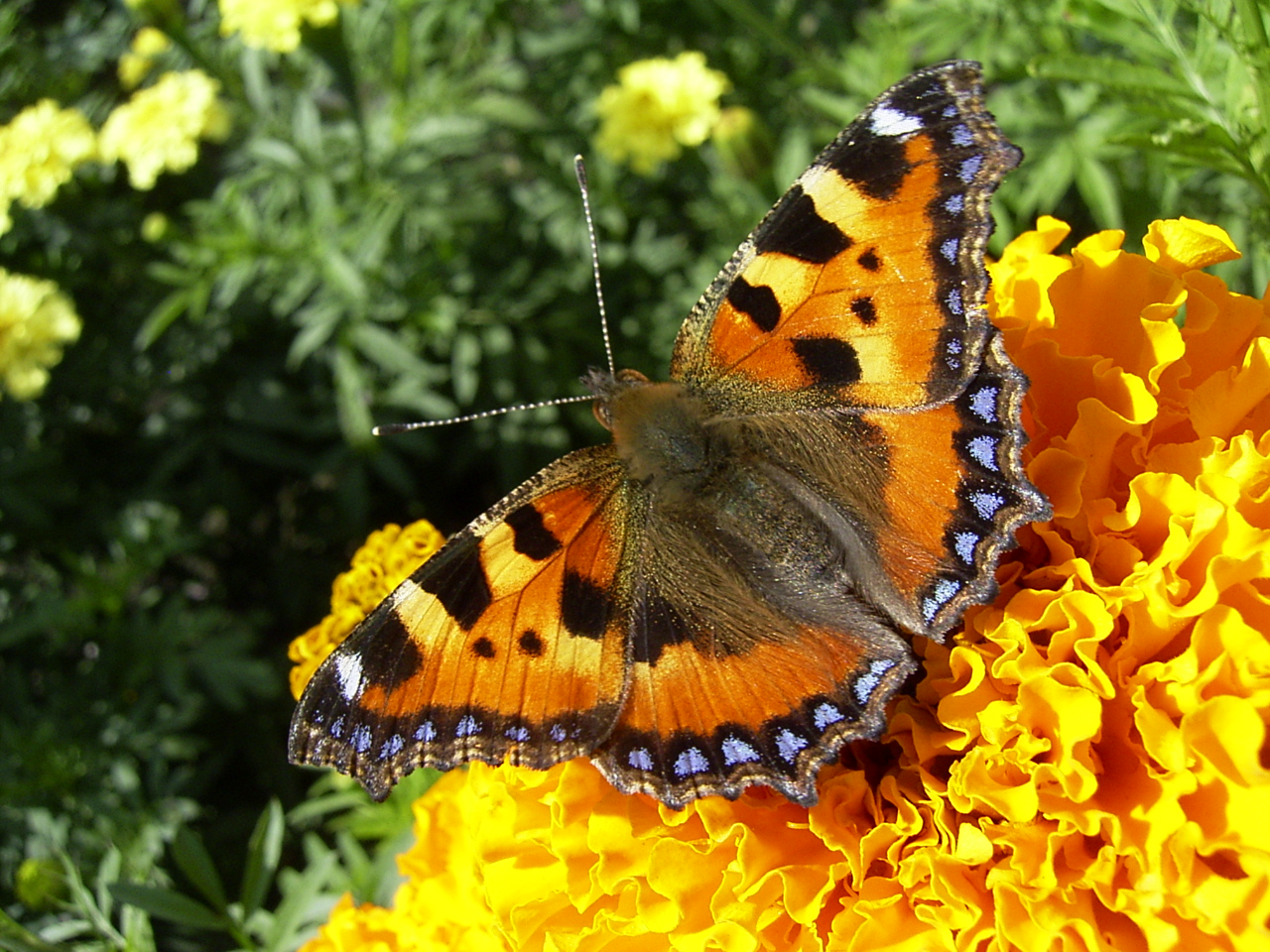
Kleine vos
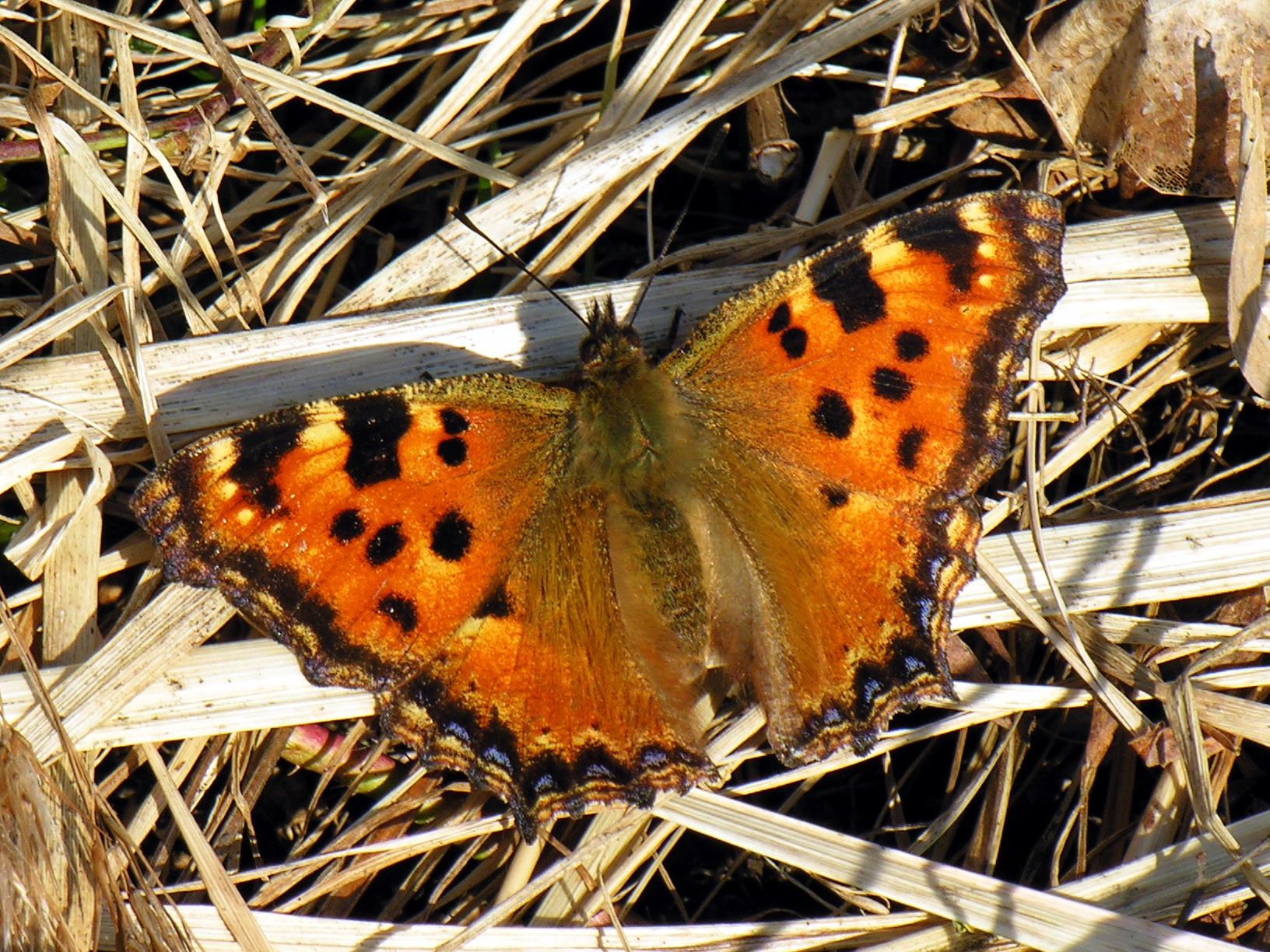
Grote vos

De eitjes van de kleine vos zijn klein, groen en bol.
De basiskleur van de rups is donkergrijs met lichtgele tot felgele tekening. Over het lichaam verspreid bevinden zich stekels, die aan de basis geel zijn met zwarte vertakkingen. De kop is zwart met gele stipjes. De rups groeit uit tot een maximumlengte van 27 tot 32 millimeter.
De pop is variabel van kleur en verkleurt van groen tot bruin of goud.

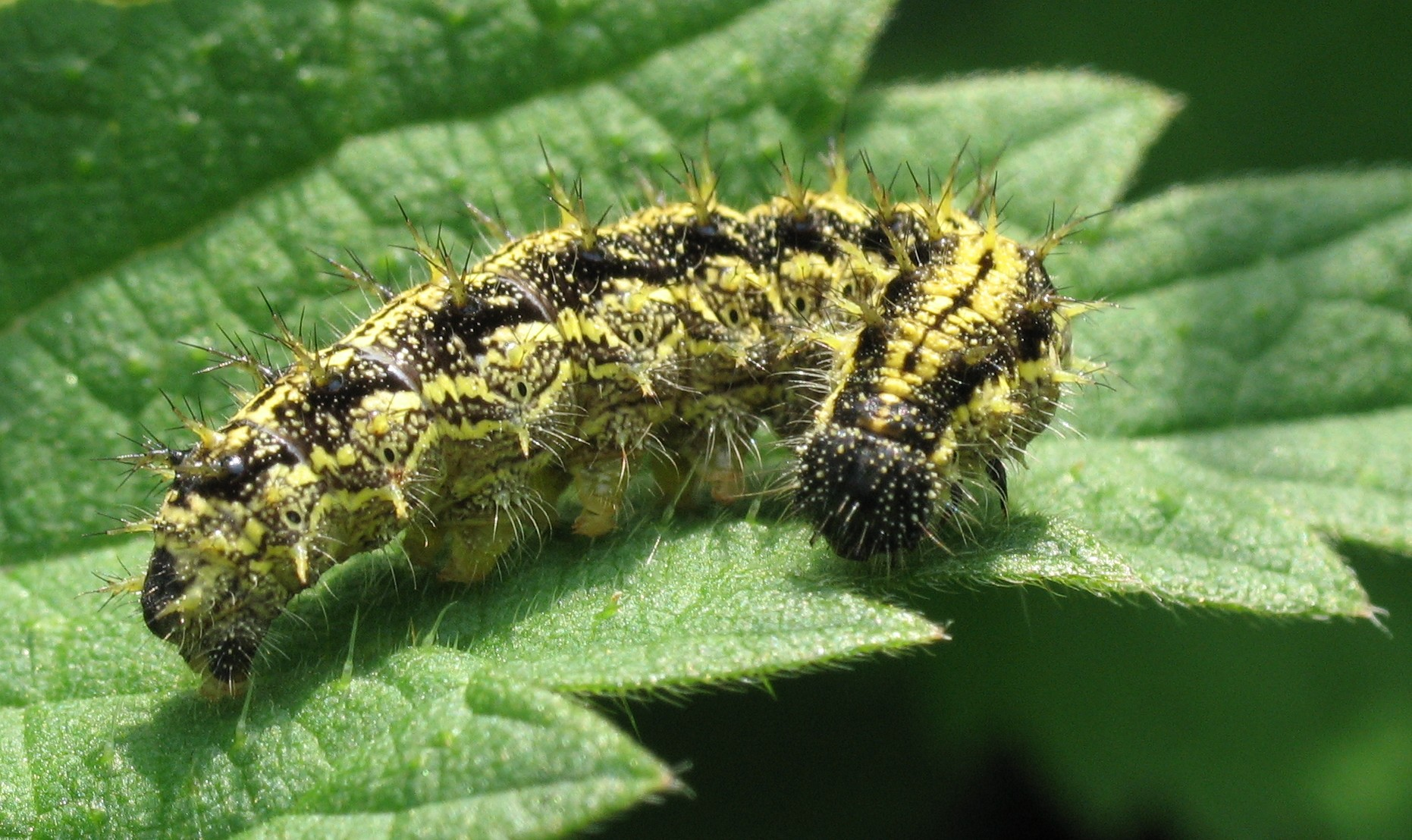
Rups
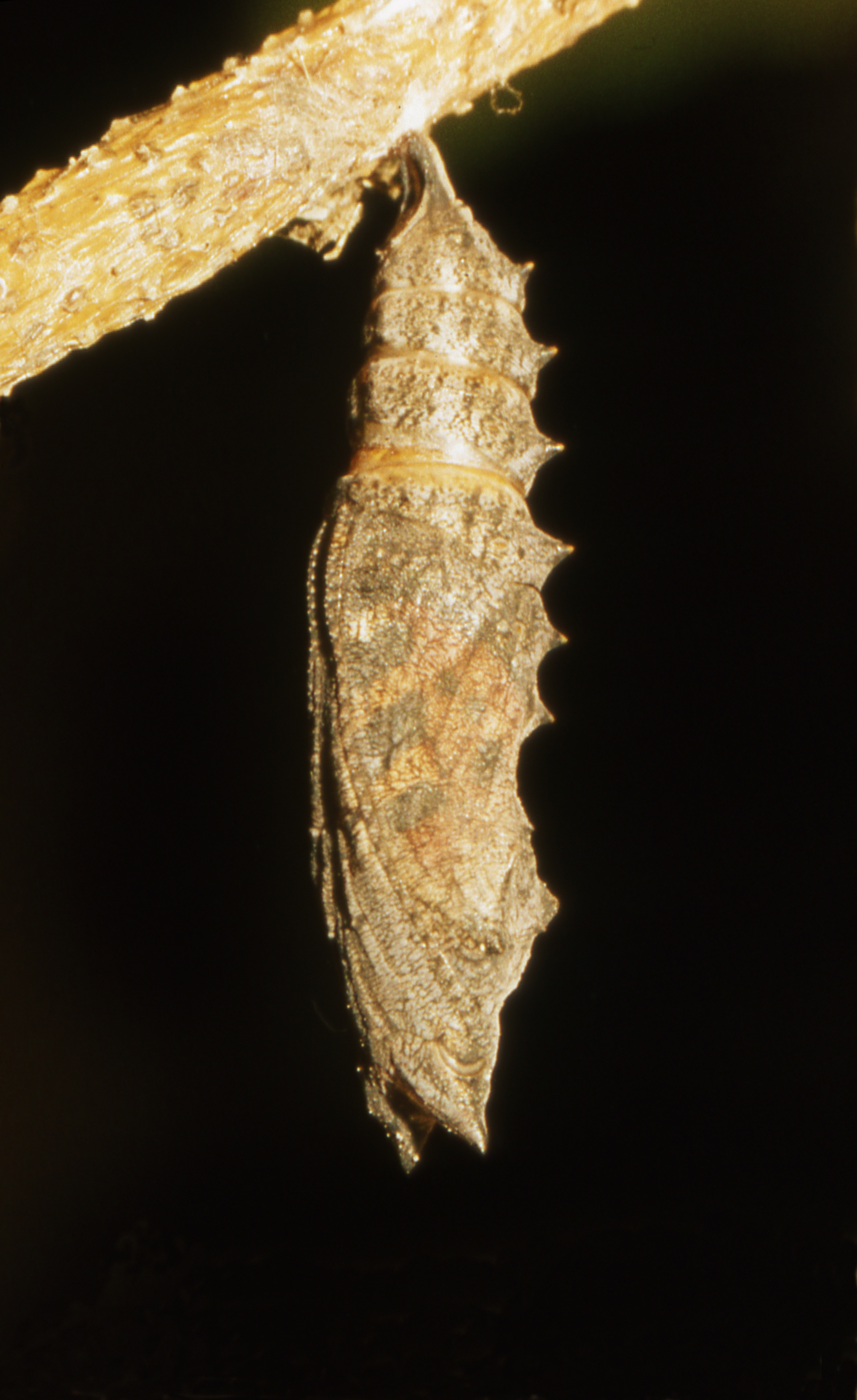
Bruine pop
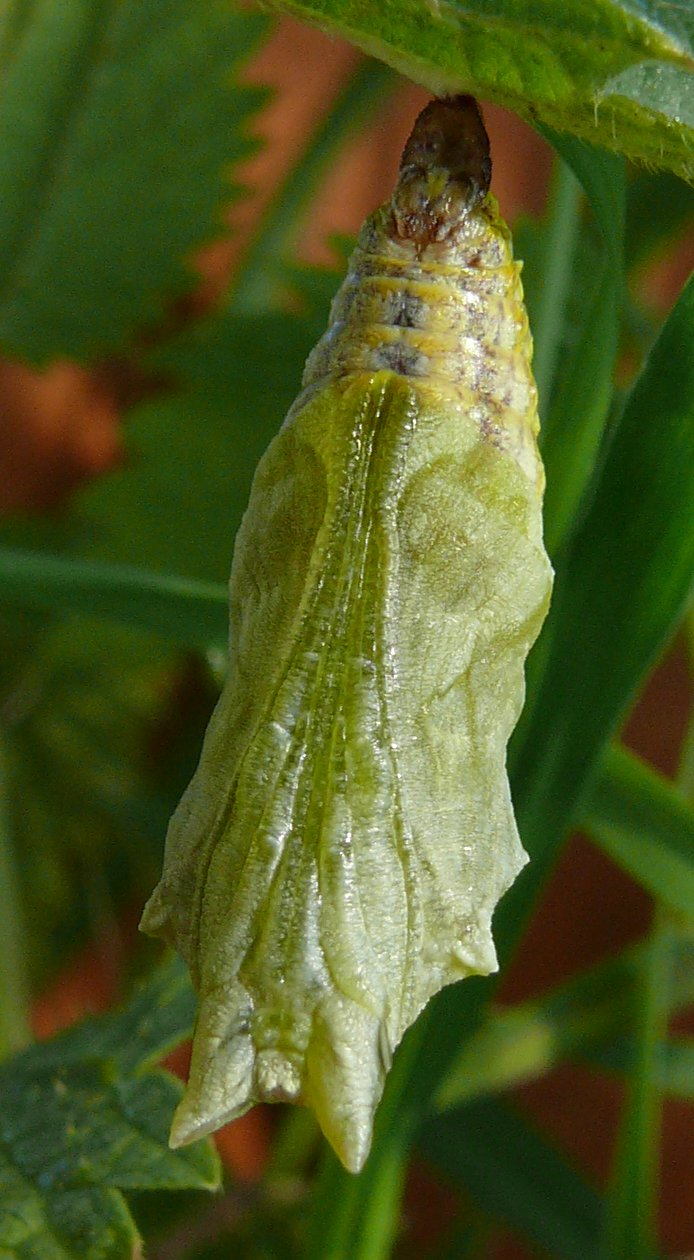
Groene pop

## Levenscyclus
Het vrouwtje zet eieren af in groepen van veertig tot ruim honderd op de grote brandnetel (Urtica dioica). Ze kiest daarbij meestal voor de onderkant van een vrij jong blad van een jonge plant. De voorkeur gaat uit naar brandnetels op een zonnige plaats, in een groepje in een tamelijk open omgeving, waar de eitjes worden afgezet aan de zuidoostkant. Weer opgroeiende brandnetels die eerder zijn afgemaaid hebben ook een duidelijke voorkeur, omdat deze meer voedingsstoffen bevatten. Om een geschikte plant te vinden onderzoekt het vrouwtje de plant met zintuigen op onbehaarde delen van haar voorpoten. Ze zoekt 's middags een geschikte waardplant, overnacht daar, en zet de volgende ochtend nadat het warm genoeg is geworden de eieren af. Als ze wordt verstoord vliegt het vrouwtje in een rechte lijn weg. Even later keert zij weer terug om het afzetten te voltooien.
Na 6 tot 10 dagen komen de rupsen uit. Deze rupsen spinnen een aantal bladeren bij elkaar en leven samen in dat spinsel. Als de bladeren zijn kaalgevreten verhuizen zij naar een andere plant. Pas in het laatste stadium leven de rupsen solitair. Vooral deze solitaire rupsen worden geïnfecteerd door parasieten.
Vlinders horen tot de afdeling van de geleedpotigen. Ze hebben een uitwendig geraamte van chitine. Omdat ze een uitwendig geraamte hebben, kunnen ze niet groeien, het pantser houdt groeien tegen. De rupsen eten zo veel dat zij twee of drie keer uit hun vel scheuren. Vlak na het vervellen kan de rups even groeien, zodra zijn nieuwe huid hard is kan dat niet meer.
Na 13 tot 22 dagen zoekt de rups een plaats om te verpoppen. Ze kruipen daarbij enkele meters weg. De rupsen verpoppen hangend in de vegetatie of aan een muurtje op ongeveer 1 meter hoogte. Het popstadium duurt 8 tot 12 dagen. De poppen zijn gevoelig voor vorst en met name nachtvorst in mei kan aan de eerste generatie flinke schade toebrengen.

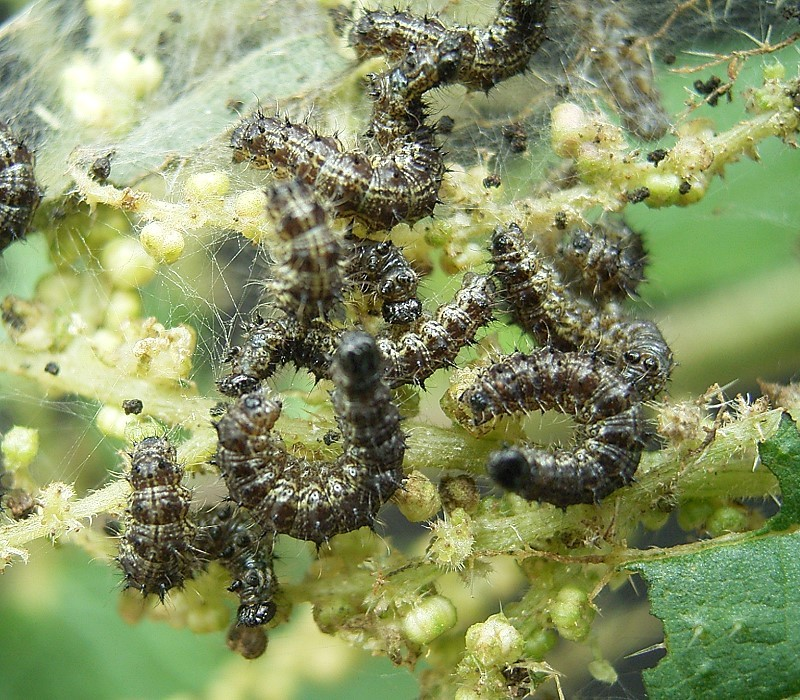
Rupsen in spinsel
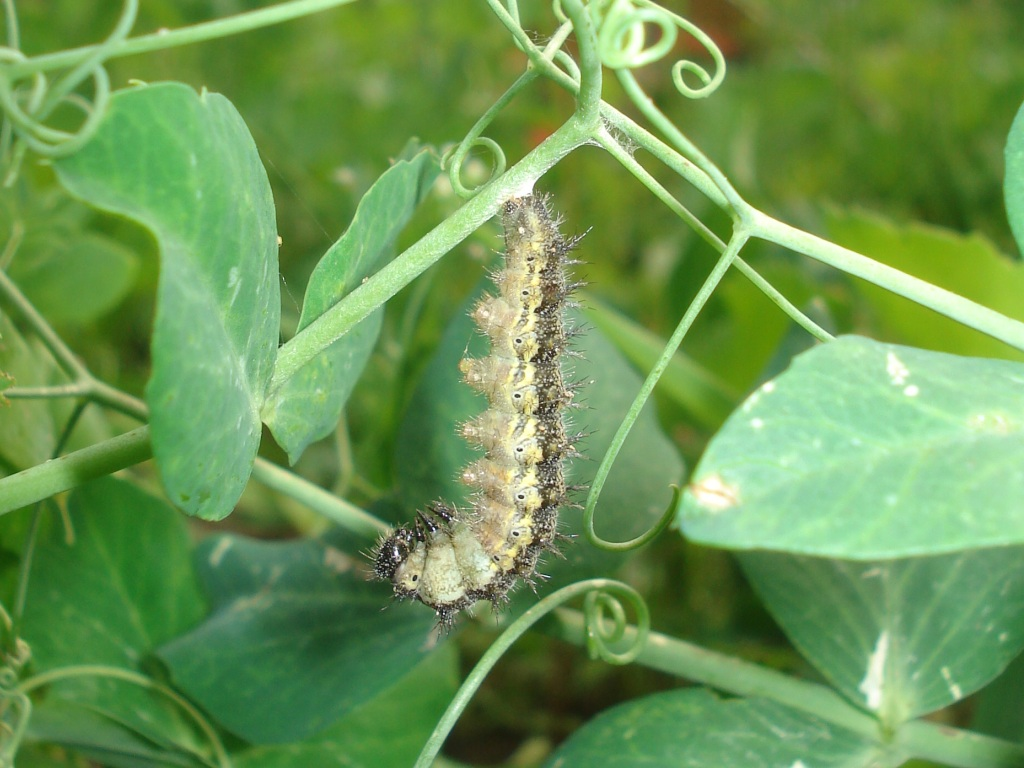
Rups die gaat verpoppen
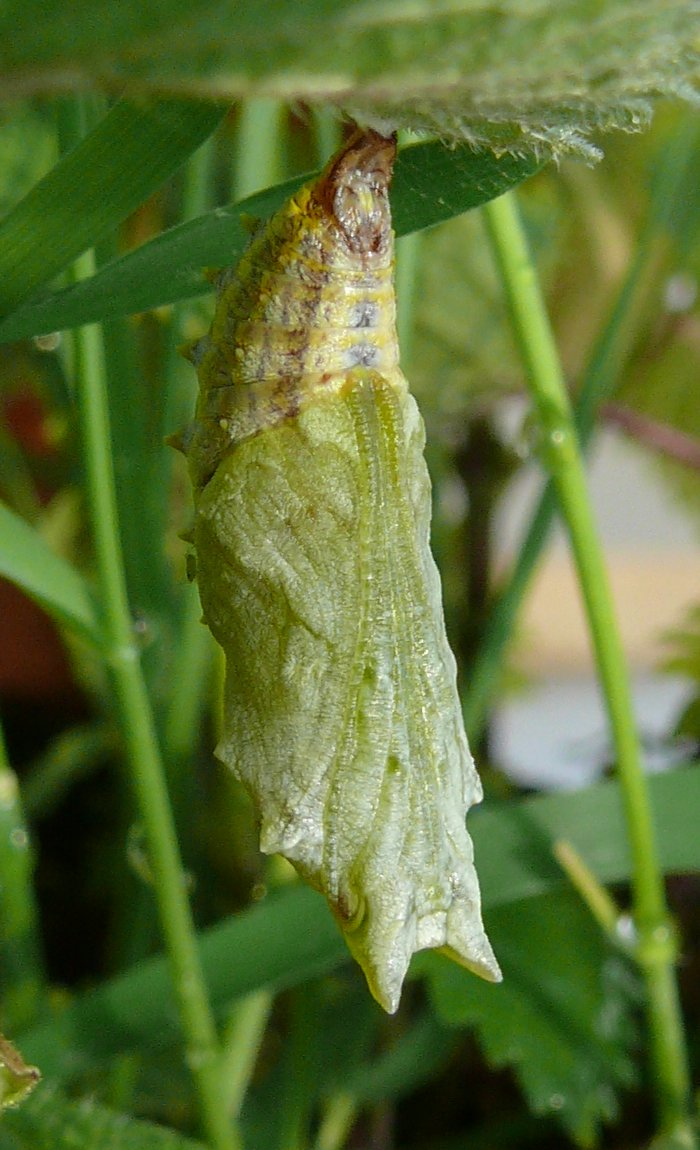
Jonge pop
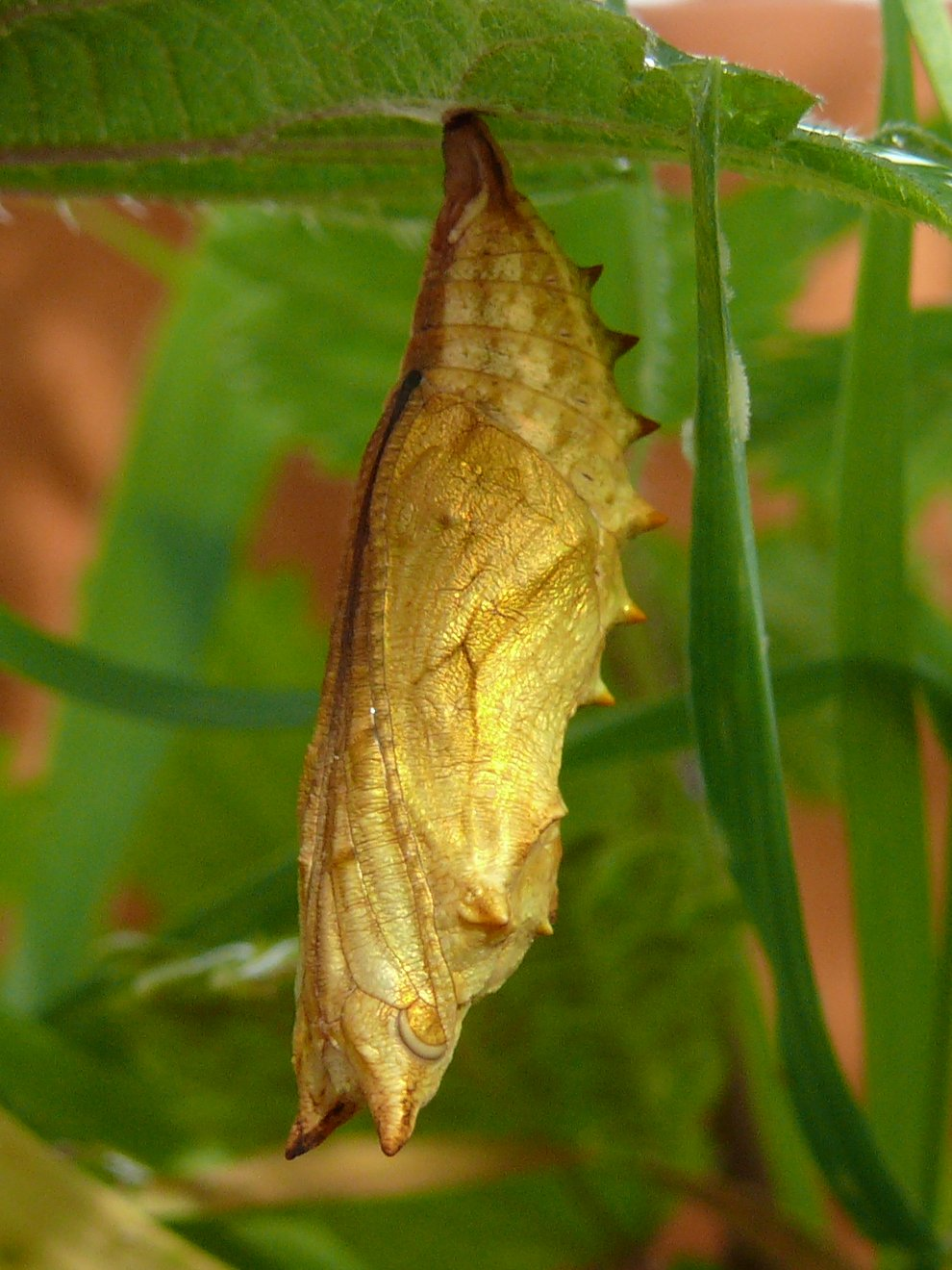
Iets oudere pop

De imago vliegt in twee jaarlijkse generaties, die elkaar in vliegtijd overlappen. De eerste generatie verschijnt vanaf begin juni, de tweede volgt vanaf begin augustus. De vlinders van de tweede generatie eten zich in de eerste dagen van hun bestaan vol, teneinde voedselreserve op te bouwen. Daarna zoeken zij een schuilplaats, en gaan in diapauze om te overwinteren. Zij doen dat vaak op koele beschutte plekken en zijn dan ook vaak te vinden in schuurtjes. Pas na de overwintering gaan zij zich voortplanten. Bij overwintering zijn de vlinders bestand tegen vorst tot zeker −20 °C. Binnenshuis worden zij echter actief door de warmte en kunnen ze de winter, ook bij gebrek aan nectarplanten, niet overleven.
Volwassen vlinders van de eerste generatie worden 25 tot 60 dagen oud, die van de tweede generatie 280 dagen tot een jaar.

## Gedrag
Het mannetje van de kleine vos verdedigt vanaf de middag een territorium vanaf een beschutte zonnige plek in de buurt van brandnetels. Het mannetje vliegt naar elk voorbijvliegend dier dat mogelijk een kleine vos zou kunnen zijn. Mannelijke soortgenoten jaagt hij weg en achtervolgt hij soms lang in een rondcirkelende vlucht. Als het mannetje langere tijd geen succes heeft, verhuist hij naar een nieuw territorium. Gemiddeld gebruikt een mannetje twee territoria per dag. Een vrouwtje wordt net zo lang achtervolgd tot het gaat zitten. Dit kan lang duren (uren) en soms wordt een vrouwtje door meerdere mannetjes gevolgd. Het mannetje gaat achter het vrouwtje zitten en betast haar met de antennes. De paring duurt de hele nacht en vindt plaats onder een blad van een brandnetel.
De kleine vos gebruikt een grote verscheidenheid aan planten als nectarplant, zoals heelblaadjes, watermunt, leverkruid, paardenbloem en vlinderstruik.
De kleine vos is een zeer mobiele soort. Bekend is dat hij kan zwerven en zo tot wel 150 kilometer kan afleggen. Soms vindt er ook gerichte vlindertrek plaats en trekken duizenden vlinders Nederland en België binnen. Deze neiging is vooral bekend van de tweede generatie.

## Voorkomen

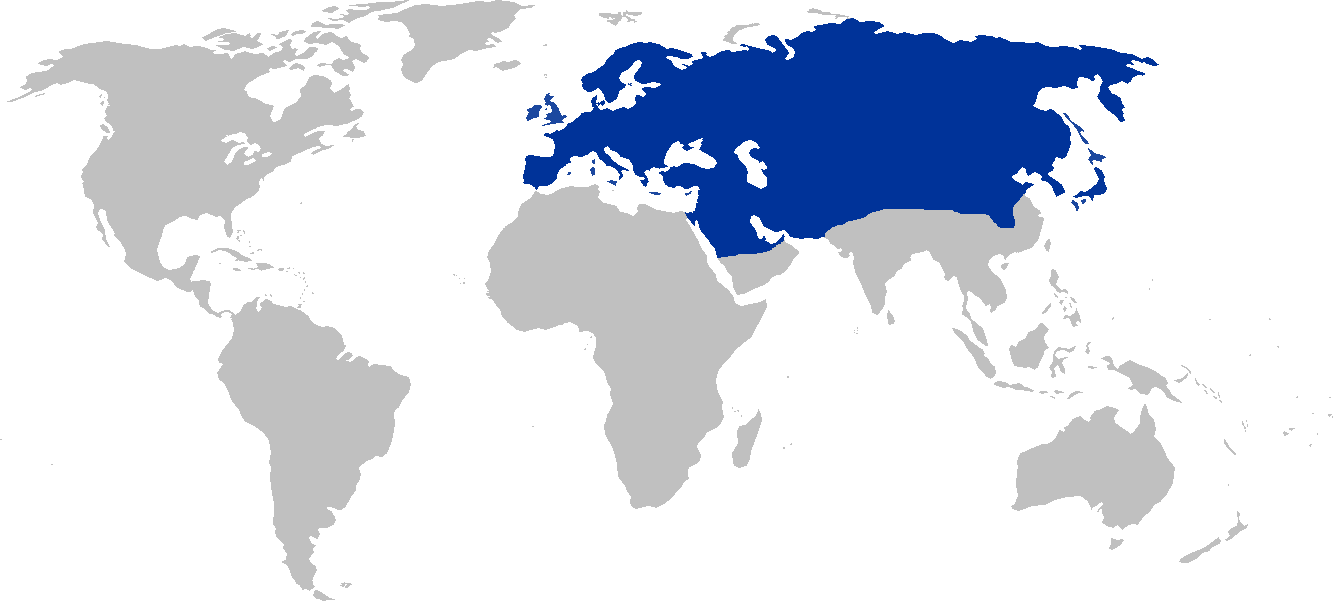
Verspreiding

De vlinder komt in geheel Europa en het noordelijk deel van het Arabisch Schiereiland tot Siberië, China en Japan algemeen voor. De kleine vos heeft geen specifieke eisen aan zijn habitat en ook zijn waardplant is zeer algemeen. De soort is ook in Noord-Amerika, met name langs de oostkust van de Verenigde Staten, waargenomen. Het betreft hier geïntroduceerde exemplaren.
In Nederland en België is de kleine vos een algemene tot zeer algemene vlinder. De laatste jaren is de soort in aantal achteruitgegaan.
De kleine vos vliegt van zeeniveau tot 3000 meter.